# Agapanthia suturalis
Agapanthia suturalis es una especie de escarabajo del género Agapanthia, familia Cerambycidae. Fue descrita científicamente por Fabricius en 1787.
Habita en Francia, España, Portugal, Grecia, Italia, Argelia, Israel, Chipre, Croacia, Túnez, Alemania, Libia y Turquía.